# HMS Victorious (R38)
El HMS Victorious (R38) fue el segundo portaaviones de la Clase Illustrious perteneciente a la Real Marina Británica en ser alistado recibiendo en numeral R38  y participó activamente en casi todos los frentes de la Segunda Guerra Mundial así como en la postguerra como el último sobreviviente de su clase.

## Historial
El HMS Victorious fue construido en los astilleros Vickers-Armstrong de Newcastle,  siendo botado el 14 de septiembre de 1939, apenas había comenzado la Segunda Guerra Mundial, fue el segundo portaaviones de la clase en ser botado.
Fue alistado apresuradamente el 14 de mayo de 1941, tan solo 4 días después que el acorazado Bismarck dejara Gotenhafen para iniciar la Operación Rheinübung en el Atlántico. Por tanto fue esta su primera misión y fue incorporado a la cacería del acorazado alemán con apenas la cuarta parte de su grupo aéreo compuestos por Fairey Swordfish formando parte de la Fuerza H al mando de sir John Tovey compuesta por el acorazado HMS King George V, el crucero de batalla HMS Repulse más varios cruceros y destructores.
El 24 de mayo de 1941, su grupo aéreo atacó al acorazado Bismarck con el exiguo resultado de un torpedo colocado en el través de babor al centro de la nave que le ocasionó un muerto, pero que no logró inmovilizar al navío alemán. La tarea la terminarían los aviones del portaaviones HMS Ark Royal el 26 de mayo de ese año.
Entre junio y julio de 1941, operó activamente en las rutas árticas manteniendo la ruta a Murmansk,  proveyendo escolta a convoyes y atacando los puertos de Kirkenes y Petsamo. El 9 de marzo de 1942, su dotación aérea de Fairey Albacores atacaron al Tirpitz en mar abierto al mismo estilo de ataque que invalidó al Bismarck sin obtener resultados y con la pérdida de un aparato. A pesar de estos resultados, los alemanes estuvieron muy cerca de correr la suerte de su buque gemelo Bismarck y Hitler ordenó que el acorazado no zarpara sin tener apoyo aéreo, inmovilizando al navío en aguas noruegas.
En agosto de 1942, participa en la  Operación Pedestal proveyendo apoyo aéreo a los transportes de suministros hacía la isla de Malta, junto al HMS Indomitable y HMS Formidable entre otras unidades.  El 11 de agosto de ese año, recibe ataques de aviones italianos donde resulta con daños menores. En noviembre de ese año es parte de la Operación Antorcha colaborando con los desembarcos en el norte de África.

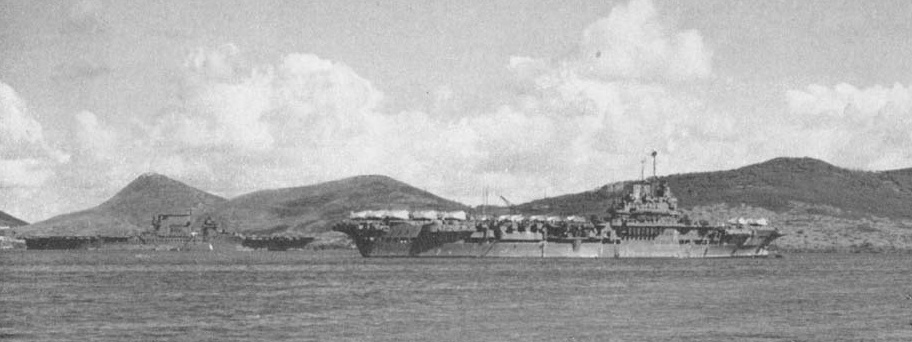
El USS Saratoga y el Victorious anclados en Noumea

Durante prácticamente casi todo el año 1943, el HMS Victorious operó en el frente del Pacífico junto al  USS Saratoga operando en el sector de las  Islas Salomón como base para grupos aéreos americanos.  A fines de ese año retorna a Scapa Flow con una dotación de aparatos  Corsairs y Fairey Albacores.
El 2 de abril de 1944 se une a una fuerza de ataque destinada a destruir al Tirpitz en la denominada Operación Tungsteno en que intervienen aviones Martlet. Los ingleses lo sorprenden en mar abierto y logran 15 impactos sobre el acorazado. Uno de los hidroaviones de reconocimiento Arado es sacado de su catapulta por efecto de una bomba y se estrella a babor, sobre una torre de 150 mm.    La batalla dura  once minutos, pero  dejan sobre la cubierta del acorazado alemán unos 168 muertos y 320 heridos. Cuando los aviones ingleses realizan un segundo ataque, son recibidos con un nutrido fuego de artillería antiaérea, siendo repelidos. De todos modos, el Tirpitz es inmovilizado por tres meses en los fiordos noruegos.

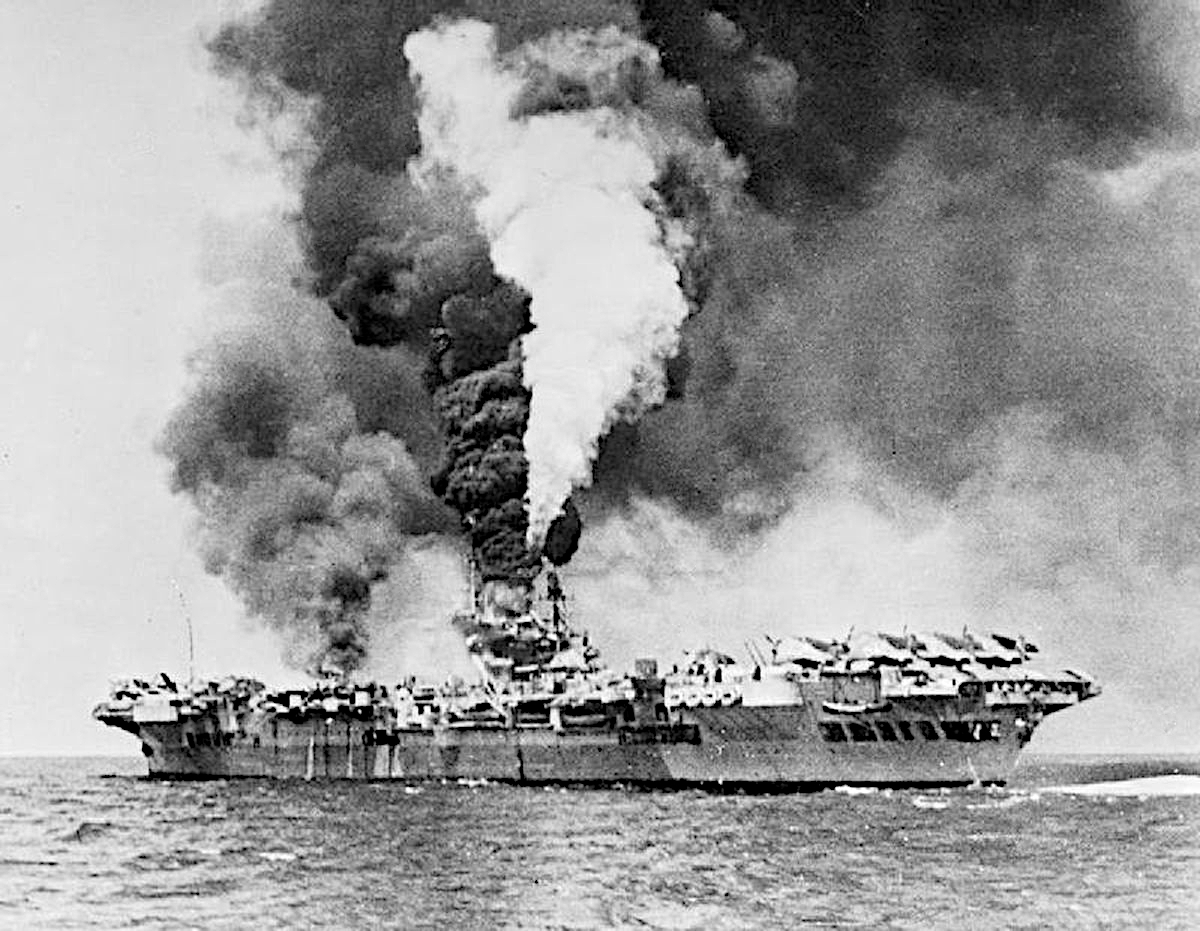
El HMS Formidable después de ataques kamikazes frente a Okinawa (1945)

En enero de 1945, el HMS Victorious es nuevamente destinado al frente del Pacífico como parte de la Task Force Nº 38 y participa en las operaciones contra Java y Sumatra para luego realizar incursiones en la isla de   Okinawa  donde es víctima de tres ataques kamikazes  en Sakishima Gunto que alcanzan su cubierta de vuelo blindada causándole 3 bajas y 19 heridos por quemaduras de gasolina de aviación; pero  sin graves consecuencias restituyendo su total operatividad dos días después. El 18 de julio de 1945, su grupo aéreo sorprende al portaaviones Kaiyō en las afueras de la Bahía de Beppu, en la isla de Kyūshū,  inmovilizado por impacto con mina marina y lo alcanzan, dañándolo seriamente y obligando a su tripulación a encallarlo para evitar su hundimiento. Esta es la última acción de portaaviones inglés en la Segunda Guerra Mundial.
El 31 de agosto participa en el Desfile de la Victoria en el puerto de Sídney en Australia.

## Postguerra

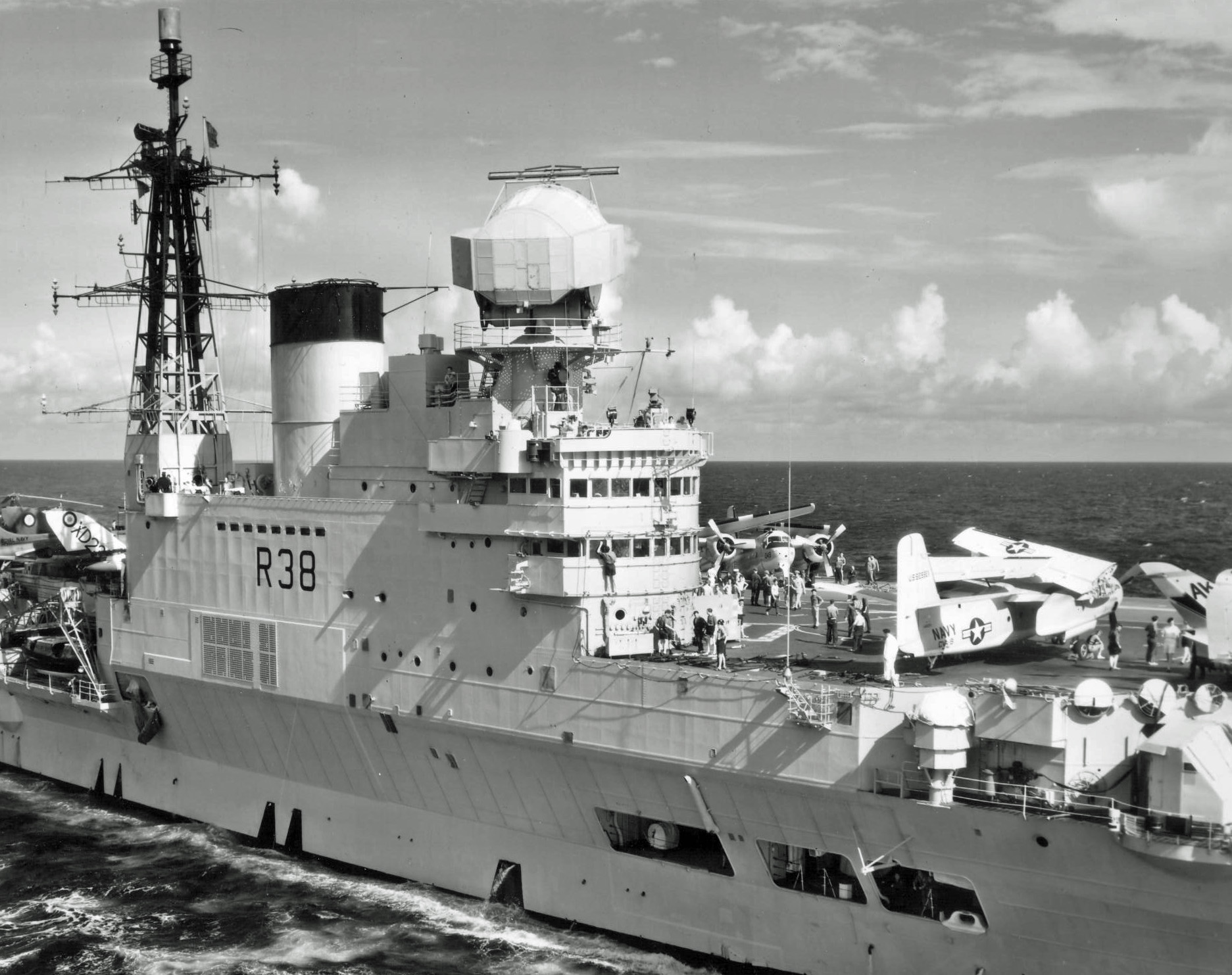
Vista del equipamiento de radar del HMS Victorious en 1959

Todos los integrantes de la Clase Illoustrious sobrevivieron a la guerra; pero el HMS Victorious  fue uno de los integrantes que menos daños graves recibieron en el cruento conflicto pasando a la reserva activa en 1947 y fue el único sobreviviente de su clase terminada la década de los años 1950 siendo el resto desguazados por causa de reparaciones onerosas.
En efecto, entre 1950 y 1958 fue ampliamente remozado y transformado radicalmente en Portsmouth,  siendo el cambio más importante la modificación de la cubierta de vuelo incorporándosele una pista de aterrizaje angular al estilo de los portaaviones Clase Essex y dotado de un moderno equipamiento de radar.
El remozado HMS Victorious exhibió alguna actividad en la defensa de Kuwait en 1961, y en el lejano oriente.
En 1966, se eliminaron los aviones de ala fija como los Westland Torbellino y los Blackburn Buccaneer  que utilizaba y en 1968 fue finalmente pasado a la lista de bajas de la Royal Navy y desguazado definitivamente en 1969 en Faslane.